# Chodská Lhota
Chodská Lhota (en allemand : Melhut, de 1939 à 1945 : Lhota) est une commune du district de Domažlice, dans la région de Plzeň, en Tchéquie. Sa population s'élevait à 401 habitants en 2021.

## Géographie
Chodská Lhota se trouve à 5 km au sud-est de Kdyně, à 15 km au sud-est de Domažlice, à 48 km au sud-sud-ouest de Plzeň et à 127 km au sud-ouest de Prague.
La commune est limitée par Kdyně à l'ouest et au nord, par Loučim et Libkov à l'est, par Pocinovice au sud et par Všeruby à l'ouest.

## Histoire
La première mention écrite de la localité date de 1325.

## Galerie

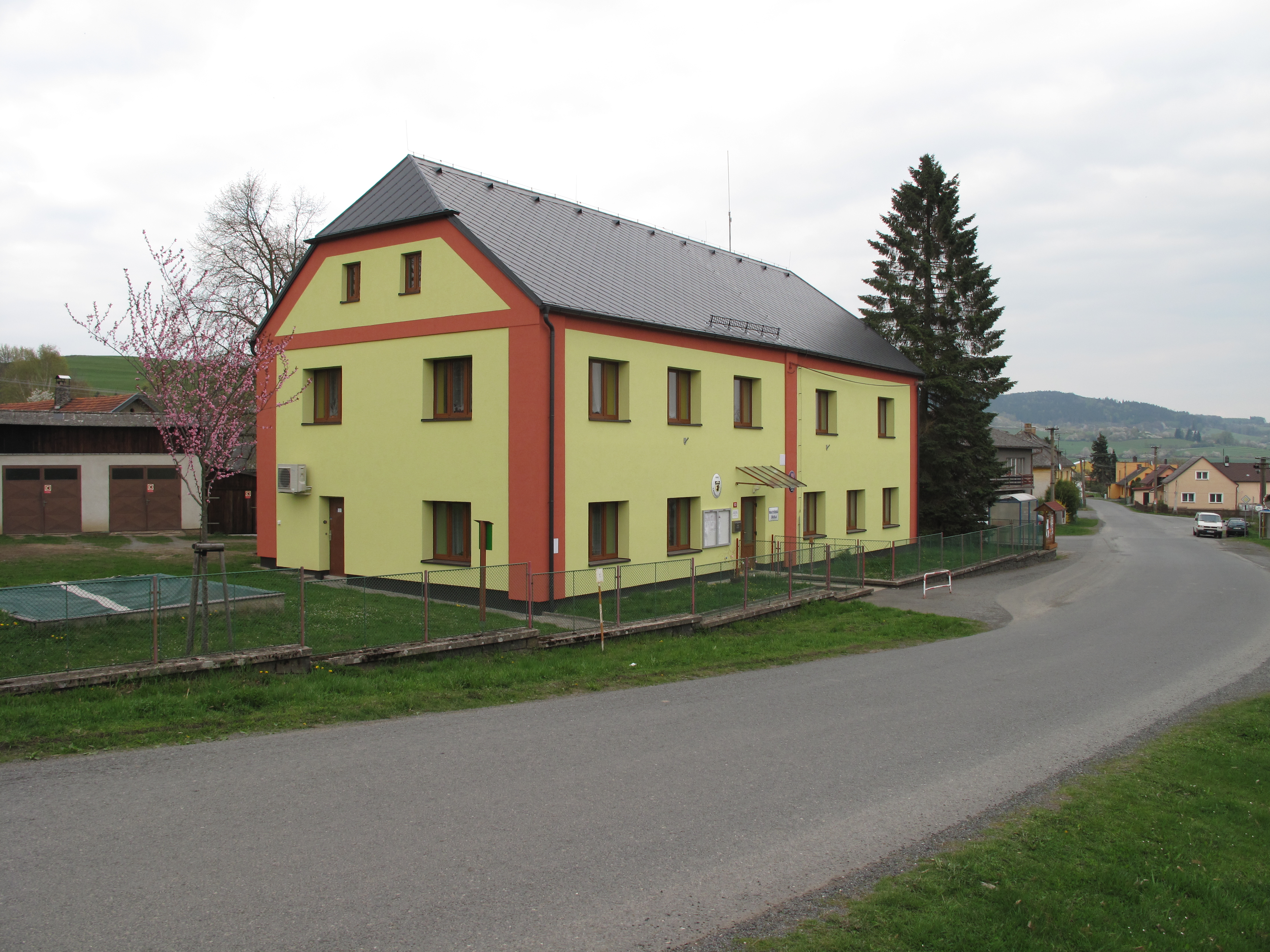
Chodská Lhota : la mairie.
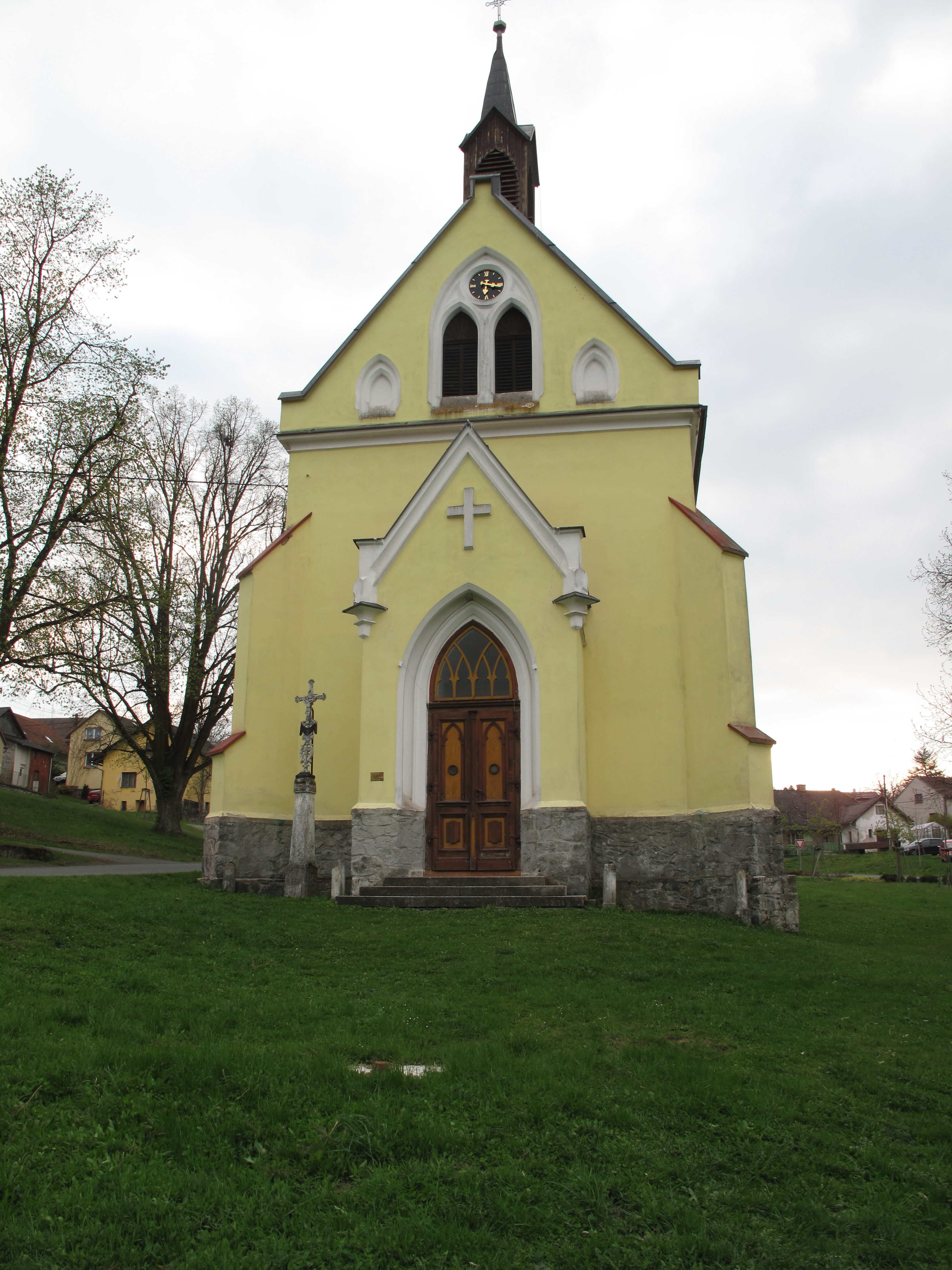
Église Saint-Venceslas.
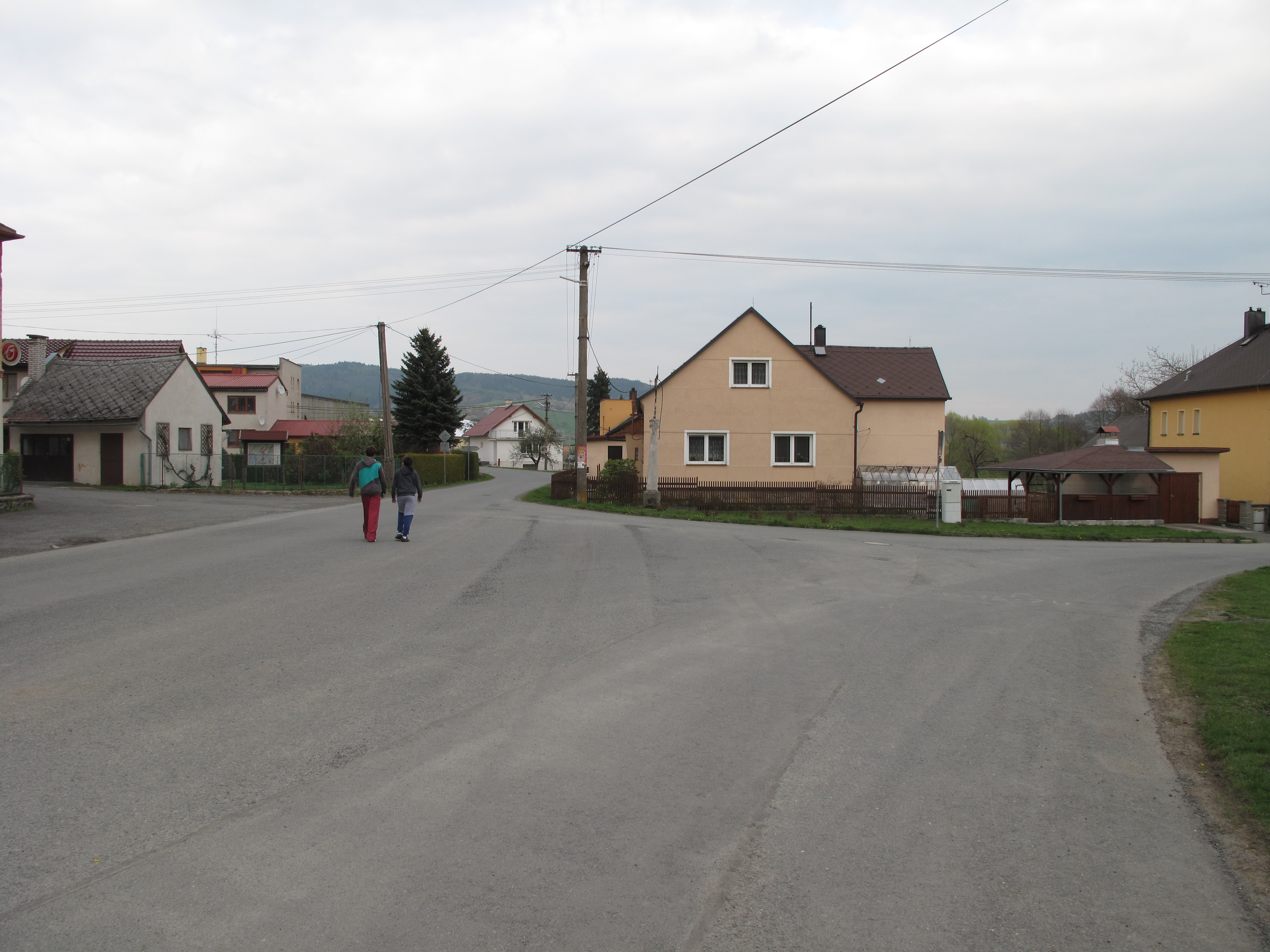
Centre de Chodská Lhota.

## Transports
Par la route, Chodská Lhota se trouve à 6 km de Kdyně, à 16 km de Domažlice, à 58 km de Plzeň et à 146 km de Prague.